# HMS Balsam (K72)
«Бальзам» (англ. HMS Balsam (K72) — військовий корабель, корвет типу «Флавер» Королівського військово-морського флоту Великої Британії за часів Другої світової війни.
Корвет «Бальзам» був закладений 16 квітня 1941 року на верфі компанії George Brown and Company у Гріноку. 30 травня 1942 року він був спущений на воду, а 28 листопада 1942 року увійшов до складу Королівських ВМС Великої Британії.
Корабель брав участь у бойових діях на морі в Другій світовій війні, бився у Північній Атлантиці, супроводжував атлантичні конвої, підтримував висадку морського десанту в Нормандії. В ході війни служив у ескортних групах супроводження транспортних конвоїв та був одним з протичовнових кораблів, який разом з іншими кораблями затопив німецький підводний човен U-135.

## Історія служби
15 липня 1943 року «Бальзам», діючи разом з британськими кораблями «Мінонетт» і «Рочестер» та американським літаком-амфібією PBY «Каталіна», потопив німецький підводний човен західніше Тарфаї U-135.
У грудні 1943 року «Бальзам» супроводжував транспортний конвой MKS 32(G) разом з озброєним допоміжним крейсером «Ранпура», шлюпами «Рочестер», «Скарборо», фрегатом «Тейві» і корветами «Гераніум» і «Мінонетт».